# Gemeiner Mistkäfer
Der Gemeine Mistkäfer oder Rosskäfer (Geotrupes stercorarius) ist ein Käfer aus der Familie der Mistkäfer (Geotrupidae). Geotrupes bedeutet „Erdbohrer“ (von gr. gē „Erde“ und trupes, einer latinisierten Form von (gr.) trypetēs „Bohr(end)er“); stercorarius „einer, der ausmistet“.

## Merkmale
Die Käfer werden 16 bis 25 Millimeter lang. Sie sind schwarz bis schwarzblau gefärbt, die Unterseite ist blau, blauviolett oder blaugrün. Die Basis des glatten Halsschildes ist komplett gerandet, an den Seiten weist es je eine punktförmige Delle auf. Die Deckflügel weisen je sieben schwach punktierte Längsstreifen zwischen der Naht und der Schulterbeule auf (beim seltenen Geotrupes mutator sind es neun).
Am schwierigsten ist die Art von Geotrupes spiniger zu unterscheiden – hier hilft ein Blick auf die Unterseite: Bei G. stercorarius sind die Abdominalsegmente in der Breite gleichmäßig fein behaart, bei G. spiniger sind sie in der Mitte kahl.

## Vorkommen
Die Tiere kommen in Europa und Asien, nördlich bis Lappland vor. In Kanada wurden sie eingeschleppt. Man findet sie von der Ebene bis in 2.000 Meter über Meereshöhe, vor allem in Wäldern.

## Lebensweise
Die Imagines fliegen am Abend mit deutlichem Brummton knapp über dem Boden. Sie sind in der Lage, mit ihren Hinterhüften zirpende Geräusche zu erzeugen. Im Frühjahr graben das Männchen und Weibchen nach der Paarung einen etwa 40 Zentimeter langen Gang mit mehreren Nebengängen, die in Kammern enden. In diese wird eine Kotpille eingebracht und in diese in einer Höhlung am hinteren Ende jeweils ein Ei gelegt. Danach wird der Seitengang mit Kot vollgefüllt und schließlich mit Lehm geschlossen. Nach etwa einem Jahr sind die Larven ausgewachsen und verpuppen sich.